# Union der Freisinnigen und Liberalen
Die Union der Freisinnigen und Liberalen (UFL) war ein Parteiverbund der Freisinnig-Demokratischen Partei der Schweiz (FDP) und der Liberalen Partei der Schweiz (LPS). Sie wurde 2005 gegründet und war – wie auch ihre Bundeshausfraktion – ein Motor der Fusion von beiden Unionsparteien zur gemeinsamen Partei «FDP.Die Liberalen» Ende 2008.

## Geschichte
Die UFL wurde am 25. Juni 2005 in Neuenburg an einer gemeinsamen Delegiertenversammlung der beiden Teilnehmerparteien gegründet. Ihr Ziel war die Bündelung der liberalen Kräfte der Schweiz; gemäss den am Gründungskongress angenommenen Statuten konnten weitere liberale Strömungen in die UFL aufgenommen werden. FDP und LPS blieben nach der UFL-Gründung eigenständige Parteien mit eigenen Parteiorganen. Die Teilnehmerparteien koordinierten ihre Politik an den periodisch stattfindenden Delegiertenversammlungen der UFL, auch die Leitungen der Parteien trafen sich regelmässig. Die Aktivitäten wurden durch den politischen Verantwortlichen der UFL koordiniert.
Die Nationalräte und Ständeräte der FDP und der LPS bildeten bereits 2003 in der Bundesversammlung unter der Leitung des Tessiner FDP-Nationalrates Fulvio Pelli eine gemeinsame freisinnig-liberale Fraktion, die 2008 mit Blick auf die geplante Fusion auf FDP-Liberale Fraktion umbenannt wurde. An den eidgenössischen Parlamentswahlen von 2007 erhielt die UFL 17,5 % Wählerstimmen, ihrer Fraktion gehörten damals 35 Nationalräte und 12 Ständeräte an. Mit 8 Nationalrätinnen und 3 Ständerätinnen hatte die Fraktion einen 22,9-%igen Frauenanteil, im Fraktionspräsidium unter der Leitung der Urner FDP-Nationalrätin Gabi Huber war 2008 eine Frauenmehrheit.
2007 fusionierten die Frauengruppierungen von FDP und LPS unter dem Namen «FDP-Frauen Schweiz – Wir Liberale». Danach vollzogen mehrere Kantonalparteien des Freisinns und der Liberalen ihre Fusion auf kantonaler Ebene. Die Jungfreisinnigen realisierten 2008 ihre Fusion mit der Jungliberalen Partei der Schweiz ebenfalls. Schliesslich fusionierten die beiden Unionsparteien per 1. Januar 2009 auf nationaler Ebene zur gemeinsamen liberalen Partei FDP.Die Liberalen; damit wurde die UFL durch ihre Gründer per 31. Dezember 2008 aufgelöst.